# Reinará la tempestad
Reinará la tempestad es el álbum debut de la banda argentina de heavy metal Horcas, publicado en 1990 por el sello discográfico Radio Trípoli.

## Lista de canciones
Todas las canciones escritas y compuestas por Osvaldo Civile, Hugo Benítez, Gabriel Ganzo y Eddie Walker. 
| N.º   | Título                                        | Duración |  |
| 1.    | «Ardiendo en llamas»                          | 3:50     |  |
| 2.    | «Desangren»                                   | 4:09     |  |
| 3.    | «La marcha de las ratas»                      | 3:32     |  |
| 4.    | «Reviviendo las huestes»                      | 3:47     |  |
| 5.    | «Derramaremos hasta la última gota de sangre» | 4:45     |  |
| 6.    | «Reinará la tempestad»                        | 3:35     |  |
| 7.    | «Cosas enfermas»                              | 3:56     |  |
| 8.    | «No habrá piedad»                             | 5:56     |  |
| 9.    | «Devastación»                                 | 5:53     |  |
| 39:23 |                                               |          |  |

## Créditos
Horcas
- Hugo Benítez - voz
- Osvaldo Civile - guitarra
- Eddie Walker - bajo
- Gabriel Ganzo - batería
- Adrian Zucchi Guitarra rítmica

Producción
- Gustavo Deferrari - productor ejecutivo
- Marcelo Tommy Moya - mánager
- Sergio Assabi - fotografía
- Víctor Bustos - arte